# Psoromella pampana
Psoromella pampana — вид грибів, що належить до монотипового роду Psoromella.